# EC 1.8
La EC 1.8 è una sottoclasse della classificazione EC relativa agli enzimi. Si tratta di una sottoclasse delle ossidoreduttasi che include enzimi che utilizzano composti contenenti zolfo come donatori di elettroni.

## Sotto-sottoclassi
Esistono otto ulteriori sotto-sottoclassi:
- EC 1.8.1: con NAD+ o NADP+ come accettore;
- EC 1.8.2: con un citocromo come accettore;
- EC 1.8.3: con ossigeno come accettore;
- EC 1.8.4: con un disolfuro come accettore;
- EC 1.8.5: con un chinone come accettore;
- EC 1.8.7: con una proteina contenente centri ferro-zolfo come accettore;
- EC 1.8.98: con altri accettori conosciuti;
- EC 1.8.99: con altri accettori sconosciuti.